# Diócesis de Surat Thani
La diócesis de Surat Thani (en latín: Dioecesis Suratthanen(sis) y en tailandés: เขตมิสซังสุราษฎร์ธานี) es una circunscripción eclesiástica latina de la Iglesia católica en Tailandia, sufragánea de la arquidiócesis de Bangkok. La diócesis tiene al obispo Joseph Prathan Sridarunsil como su ordinario desde el 9 de octubre de 2004.

## Territorio y organización

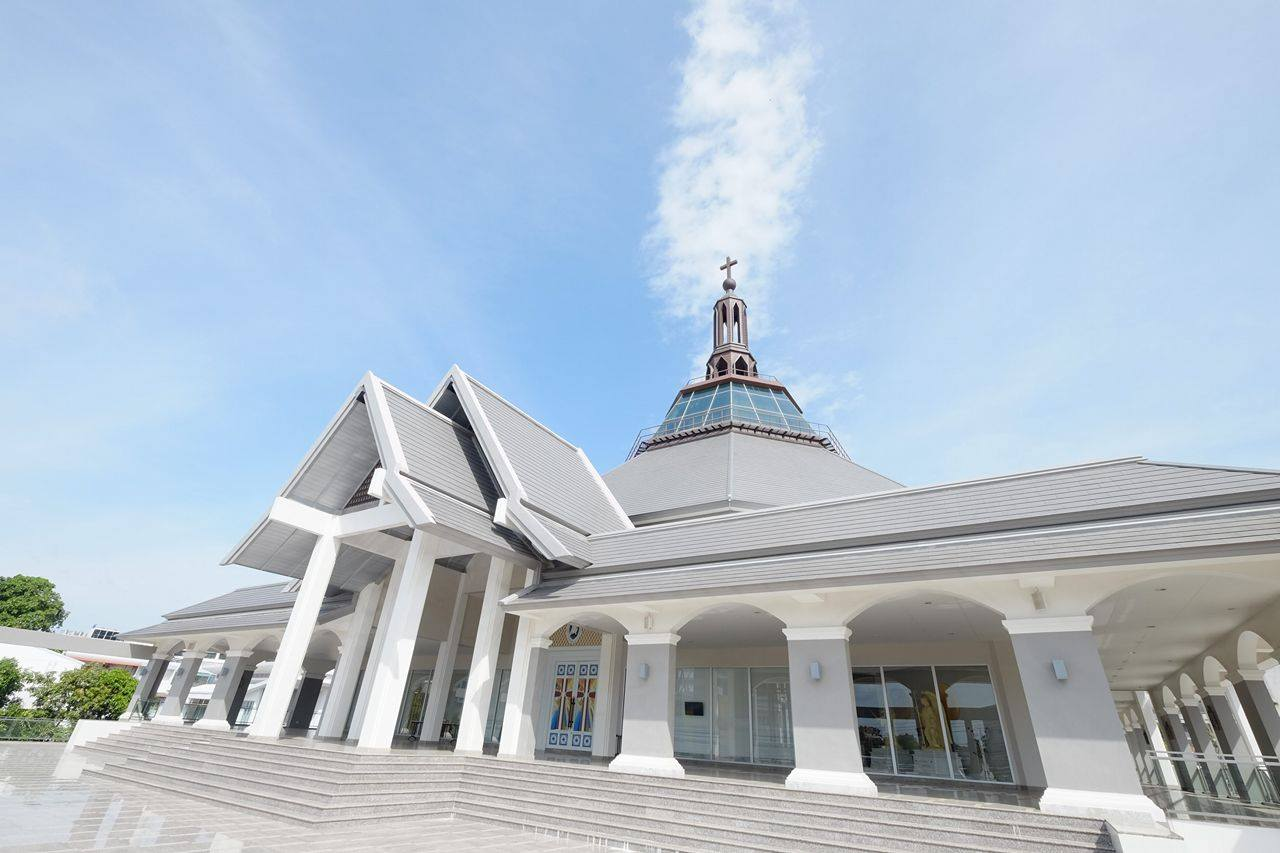
Catedral de San Rafael, Surat Thani.

La diócesis tiene 76 562 km² y extiende su jurisdicción sobre los fieles católicos de rito latino residentes en las provincias de: Prachuap Khiri Khan, Chumphon, Krabi, Nakhon Si Thammarat, Narathiwat, Pattani, Phang Nga, Phatthalung, Phuket, Ranong, Satun, Songkhla, Surat Thani, Trang y Yala.
La sede de la diócesis se encuentra en la ciudad de Surat Thani, en donde se halla la Catedral de San Rafael.
En 2020 en la diócesis existían 41 parroquias.

## Historia
La diócesis fue erigida el 26 de junio de 1969 con la bula Qui Regno Christi del papa Pablo VI, obteniendo el territorio de la diócesis de Ratburi (hoy diócesis de Ratchaburi).

## Estadísticas
De acuerdo al Anuario Pontificio 2021 la diócesis tenía a fines de 2020 un total de 8191 fieles bautizados.
| Año                                                                             | Población            | Población  | Población      | Sacerdotes | Sacerdotes    | Sacerdotes    | Bautizados por sacerdote | Diáconos permanentes | Religiosos | Religiosos | Parroquias |
| Año                                                                             | Bautizados católicos | Total      | % de católicos | Total      | Clero secular | Clero regular | Bautizados por sacerdote | Diáconos permanentes | Varones    | Mujeres    | Parroquias |
| ------------------------------------------------------------------------------- | -------------------- | ---------- | -------------- | ---------- | ------------- | ------------- | ------------------------ | -------------------- | ---------- | ---------- | ---------- |
| 1970                                                                            | 3820                 | 3 270 989  | 0.1            | 24         |               | 24            | 159                      |                      | 28         | 31         |            |
| 1980                                                                            | 5007                 | 5 943 000  | 0.1            | 31         |               | 31            | 161                      |                      | 35         | 66         | 13         |
| 1990                                                                            | 5908                 | 7 061 000  | 0.1            | 33         | 1             | 32            | 179                      |                      | 37         | 101        | 29         |
| 1999                                                                            | 6586                 | 8 540 114  | 0.1            | 31         | 5             | 26            | 212                      |                      | 61         | 74         | 36         |
| 2000                                                                            | 6586                 | 8 540 114  | 0.1            | 31         | 5             | 26            | 212                      |                      | 61         | 74         | 36         |
| 2001                                                                            | 6682                 | 8 629 828  | 0.1            | 40         | 6             | 34            | 167                      |                      | 70         | 95         | 37         |
| 2002                                                                            | 6500                 | 8 167 224  | 0.1            | 39         | 6             | 33            | 166                      |                      | 49         | 105        | 19         |
| 2003                                                                            | 6178                 | 8 904 385  | 0.1            | 40         | 8             | 32            | 154                      |                      | 40         | 103        | 39         |
| 2004                                                                            | 6682                 | 9 015 380  | 0.1            | 43         | 9             | 34            | 155                      |                      | 44         | 99         | 39         |
| 2010                                                                            | 7466                 | 9 245 923  | 0.1            | 45         | 10            | 35            | 165                      |                      | 41         | 116        | 40         |
| 2014                                                                            | 7780                 | 9 717 595  | 0.1            | 47         | 13            | 34            | 165                      |                      | 66         | 111        | 39         |
| 2017                                                                            | 7359                 | 9 880 696  | 0.1            | 45         | 13            | 32            | 163                      |                      | 56         | 116        | 40         |
| 2020                                                                            | 8191                 | 10 593 352 | 0.1            | 48         | 16            | 32            | 170                      |                      | 56         | 109        | 41         |
| Fuente: Catholic-Hierarchy, que a su vez toma los datos del Anuario Pontificio. |                      |            |                |            |               |               |                          |                      |            |            |            |

## Episcopologio
- Pietro Luigi Carretto, S.D.B. † (26 de junio de 1969-21 de junio de 1988 retirado)
- Michael Praphon Chaicharoen, S.D.B. † (21 de junio de 1988-20 de mayo de 2003 falleció)
- Joseph Prathan Sridarunsil, S.D.B., desde el 9 de octubre de 2004